# Kiss and Not Tell
«Kiss and Not Tell» es una canción interpretada por la cantante británica La Roux, incluida en su álbum de estudio Trouble in Paradise (2014). Fue lanzada el 7 de septiembre de 2014, como descarga digital a través de iTunes.

## Lista de canciones
| Descarga digital — sencillo |                                  |          |  |
| N.º                         | Título                           | Duración |  |
| 1.                          | «Kiss and Not Tell» (Radio edit) | 3:53     |  |